# Марк Браун
Марк Нийл Браун (на английски: Mark Neil Brown) е американски астронавт, участник в два космически полета.

## Образование
Марк Браун завършва колеж в родния си град през 1969 г. През 1973 г. се дипломира като бакалавър по аерокосмическо инженерство в Университета Пардю. През 1980 г. става магистър по същата специалност в Технологичния институт на USAF, Охайо.

## Военна кариера
М. Браун започва военната си кариера през 1974 г. Зачислен е в бойна ескадрила 87 в Мичиган. Лети на самолет F-106.

## Служба в НАСА
Марк Браун е избран за астронавт от НАСА на 23 май 1984 г., Астронавтска група №10. Първите си назначения получава по време на мисиите STS-2, STS-3, STS-4, STS-6, STS-8 и STS-41C, когато е включен в поддържащите екипажи. Първия си полет в космоса трябва да осъществи през декември 1985 г., мисия STS-61N, но полетът е отменен поради катастрофата на Чалънджър. Той е взел участие в два космически полета.

### Полети
| Космически полети на Марк Нийл Браун                           | Космически полети на Марк Нийл Браун | Космически полети на Марк Нийл Браун | Космически полети на Марк Нийл Браун | Космически полети на Марк Нийл Браун | Космически полети на Марк Нийл Браун | Космически полети на Марк Нийл Браун |
| №                                                              | Дата                                 | КК                                   | Емблема на мисията                   | Функции                              | Продължителност                      |                                      |
| -------------------------------------------------------------- | ------------------------------------ | ------------------------------------ | ------------------------------------ | ------------------------------------ | ------------------------------------ | ------------------------------------ |
| 1                                                              | 8 август 1989                        | „Колумбия“, мисия STS-28             |                                      | Специалист на мисията                | 5 денонощия 01 час 00 мин. 08 сек.   |                                      |
| 2                                                              | 12 септември 1991                    | „Дискавъри“, мисия STS-48            |                                      | Специалист на мисията                | 5 денонощия 08 часа 27 мин. 38 сек.  |                                      |
| Сумарно време в космоса – 10 денонощия 09 часа 27 мин. 46 сек. |                                      |                                      |                                      |                                      |                                      |                                      |

## Награди
- Медал за отлична служба;
- Медал за национална отбрана;
- Медал на НАСА за участие в космически полет (1989 и 1991).